# Česko Slovensko má talent (7. řada)
Sedmá řada Česko Slovensko má talent odstartovala 31. srpna roku 2018 na TV Prima a 2. září na TV JOJ. Porotci 7. řady byli Jaro Slávik, Jakub Prachař, Diana Mórová a Marta Jandová, která vystřídala Lucii Bílou. Moderátory byli David Gránský a Lujza Garajová Schrameková.

## Castingy
Castingy se konaly v těchto městech:
| Datum           | Město             | Stát      | Místo                                                               |
| --------------- | ----------------- | --------- | ------------------------------------------------------------------- |
| 18. března 2018 | Zlín              | Česko     | Interhotel Moskva                                                   |
| 18. března 2018 | Plzeň             | Česko     | Vyšší odborná škola a Střední průmyslová škola dopravní             |
| 18. března 2018 | Brno              | Česko     | 16. základní škola a mateřská škola                                 |
| 18. března 2018 | Praha             | Česko     | Vyšší odborná škola a Střední průmyslová škola dopravní             |
| 19. března 2018 | Ostrava           | Česko     | Střední škola elektrotechnická                                      |
| 19. března 2018 | Ústí nad Labem    | Česko     | Obchodní akademie a jazyková škola s právem státní jazykové zkoušky |
| 19. března 2018 | Olomouc           | Česko     | Základní škola a Mateřská škola logopedická                         |
| 19. března 2018 | Hradec Králové    | Česko     | První soukromá základní škola                                       |
| 7. dubna 2018   | Bratislava        | Slovensko | Dom oborov                                                          |
| 7. dubna 2018   | Košice            | Slovensko | Hotel Centrum                                                       |
| 7. dubna 2018   | Prešov            | Slovensko | Evanjelická spojená škola                                           |
| 7. dubna 2018   | Stará Ľubovňa     | Slovensko | Dom kultúry                                                         |
| 7. dubna 2018   | Rimavská Sobota   | Slovensko | Centrum voľného času Relax                                          |
| 7. dubna 2018   | Nové Zámky        | Slovensko | Stredná odborná škola stavebná                                      |
| 8. dubna 2018   | Liptovský Mikuláš | Slovensko | Centrum voľného času pre deti a mládež                              |
| 8. dubna 2018   | Banská Bystrica   | Slovensko | Hotel Arcade                                                        |
| 8. dubna 2018   | Senica            | Slovensko | Múzeum Laca Novomeského                                             |
| 8. dubna 2018   | Nitra             | Slovensko | ZUŠ Jozefa Rosinského                                               |
| 8. dubna 2018   | Žilina            | Slovensko | Hotel Slovakia                                                      |
| 8. dubna 2018   | Prievidza         | Slovensko | Hotel Magura                                                        |

## Zlatý buzzer
Součástí této řady byl také zlatý bzučák, neboli zlatý buzzer. Pomocí Zlatého buzzeru mohou porotci poslat soutěžícího z castingu rovnou do finále. Porotce může dát Zlatý buzzer pouze jednomu soutěžícímu.

### Seznam soutěžících oceněných zlatým buzzerem
| Soutěžící        | Věk            | Žánr/Talent  | Původce       |
| ---------------- | -------------- | ------------ | ------------- |
| Christian Mitkov | 12 let         | zpěv         | Jakub Prachař |
| Zdeněk Polach    | 49 let         | břichomluvec | Jaro Slávik   |
| Růžena Kováčová  | 37 let         | zpěv         | Diana Mórová  |
| Kiriku Brothers  | 15 let, 27 let | akrobacie    | Marta Jandová |
| Josef Pátrovíč   | 70 let         | zpěv         | Jakub Prachař |

## Finále
| Pořadí | Výsledek  | Soutěžící         | Žánr/Talent            | Stát (a město)      | Videa                                                    | Videa           | Videa                        |
| Pořadí | Výsledek  | Soutěžící         | Žánr/Talent            | Stát (a město)      | Casting                                                  | Semifinále      | Finále                       |
| ------ | --------- | ----------------- | ---------------------- | ------------------- | -------------------------------------------------------- | --------------- | ---------------------------- |
| 1.     | 4-9 místo | Christiyan Mitkov | Zpěv                   | Bulharsko, Ruse     | Christiyan Mitkov na YouTube                             |                 | Christiyan Mitkov na YouTube |
| 2.     | 4-9 místo | Fiľakovo          | Tanec, twerk           | Slovensko, Fiľakovo | Universal Dance Group na YouTube Rita Ílešová na YouTube |                 | Fiľakovo na YouTube          |
| 3.     | 4-9 místo | Zdeněk Polach     | Humor, břichomluvectví | Česko, Praha        | Zdeněk Polach na YouTube                                 |                 | Zdeněk Polach na YouTube     |
| 4.     | 2. místo  | Boki              | Rap                    | Slovensko           | Boki na YouTube                                          | Boki na YouTube | Boki na YouTube              |
| 5.     | 4-9 místo | Kelly             | Kouzla, iluze          | Česko, Olomouc      | Kelly na YouTube                                         |                 | Kelly na YouTube             |
| 6.     | 4-9 místo | Tron Girls        | Tanec                  | Slovensko           | Tron Girls na YouTube                                    |                 | Tron Girls na YouTube        |
| 7.     | 3. místo  | Ružena Kováčová   | Zpěv                   | Slovensko           | Ružena Kováčová na YouTube                               |                 | Ružena Kováčová na YouTube   |
| 8.     | 1. místo  | Nikoleta Šurinová | Hra na bicí            | Slovensko           | Nikoleta Šurinová na YouTube                             |                 | Nikoleta Šurinová na YouTube |
| 9.     | 4-9 místo | Kiriku Brothers   | Akrobacie              | Etiopie             | Kiriku Brothers na YouTube                               |                 | Kiriku Brothers na YouTube   |

## Díly
| #  | Díl                          | Premiéra           | Premiéra           | Ref.          |
| #  | Díl                          | ČR                 | SR                 | Ref.          |
| -- | ---------------------------- | ------------------ | ------------------ | ------------- |
| 1  | Castingy 1                   | 31. srpna 2018     | 2. září 2018       | [ 10 ] [ 11 ] |
| 2  | Castingy 2                   | 7. září 2018       | 4. září 2018       | [ 12 ] [ 13 ] |
| 3  | Castingy 3                   | 14. září 2018      | 8. září 2018       | [ 14 ] [ 15 ] |
| 4  | Castingy 4                   | 21. září 2018      | 15. září 2018      | [ 16 ] [ 17 ] |
| 5  | Castingy 5                   | 28. září 2018      | 22. září 2018      | [ 18 ]        |
| 6  | Castingy 6                   | 5. října 2018      | 29. září 2018      | [ 19 ] [ 20 ] |
| 7  | Castingy 7                   | 12. října 2018     | 7. října 2018      | [ 21 ] [ 22 ] |
| 8  | Castingy 8                   | 19. října 2018     | 13. října 2018     | [ 23 ] [ 24 ] |
| 9  | Castingy 9                   | 26. října 2018     | 20. října 2018     | [ 25 ] [ 26 ] |
| 10 | Castingy 10                  | 2. listopadu 2018  | 27. října 2018     | [ 27 ] [ 28 ] |
| 11 | Castingy 11                  | 9. listopadu 2018  | 3. listopadu 2018  | [ 29 ] [ 30 ] |
| 12 | Castingy 12                  | 16. listopadu 2018 | 10. listopadu 2018 | [ 31 ] [ 32 ] |
| 13 | Castingy 13                  | 23. listopadu 2018 | 17. listopadu 2018 | [ 33 ] [ 34 ] |
| 14 | Semifinále                   | 24. listopadu 2018 | 24. listopadu 2018 | [ 35 ]        |
| 15 | Semifinále rozhodnutí        | 24. listopadu 2018 | 24. listopadu 2018 | [ 36 ]        |
| 16 | Finále                       | 1. prosince 2018   | 1. prosince 2018   |               |
| 17 | Česko Slovensko má SILVESTRA | 31. prosince 2018  |                    |               |